# Wattpad

Логотип спільноти

Wattpad – онлайн-спільнота для письменників і читачів, в якій користувачі можуть розміщувати статті, розповіді, фанфіки, вірші та романи в режимі онлайн або через додаток Wattpad. Зареєстровані користувачі мають доступ більш ніж до 10 мільйонів книг, а також можливість публікувати свої роботи і спілкуватися з іншими письменниками і читачами.
Крім постійного архіву інтернет-бібліотеки, регулярно додаються нові твори, деякі доступні для читання лише в міру їх написання. Wattpad є найбільш широко використовуваним в наступних країнах: США, Канада, Велика Британія, Філіппіни, Казахстан, Узбекистан, Киргизстан, Туреччина та Азербайджан.

## Історія
Wattpad виник в 2006 році в результаті співпраці Allen Lau та Ivan Yuen. У лютому 2007 року Wattpad оголосив про додавання більше 17 000 книг з Проекту «Гутенберг», роблячи їх доступними для користувачів мобільних телефонів. На момент прес-релізу з червня 2009 мобільний додаток було завантажено понад 5 мільйонів разів. У березні 2009 була випущена версія для iPhone. Це супроводжувалося запуском на BlackBerry App World в квітні 2009 року, Google Android в червні 2009 року і Apple iPad в квітні 2010 року.

## Користування
Станом на квітень 2014:
- 85 відсотків трафіку і використання припадає на мобільні пристрої;
- Сайт має 40 мільйонів унікальних відвідувачів в місяць[5];
- Більше 1000 доданих історій на добу[6];
- Люди проводять 11 мільярдів хвилин на місяць на Wattpad;
- Wattpad доступний на більш ніж 50 мовах;.

### Нові автори
Розповіді, які отримали найбільшу кількість голосів, з'являються в розділі «Популярні». Цей список оновлюється щодня, завдяки результатам пошуку і голосам інших користувачів.
Онлайн-спільнота також має розділ «Пошук» — це список історій, який затверджений співробітниками і редакцією Wattpad. Багато з цих оповідань написані професійними письменниками або письменниками, які цікавляться самопублікацією.

### Конкурси
Wattpad проводить кілька малих конкурсів за рік і один головний. Головний щорічний конкурс називається «Wattys» і проводиться з 2010 року. Участь у конкурсі може взяти кожен володар профілю на Wattpad.
Влітку 2012 року, у співпраці з Маргарет Етвуд — канадською поетесою, письменницею та літературознавцем, був проведений «Attys» — перший великий віршований конкурс, який пропонував можливість поетам на Wattpad конкурувати один з одним в одній з двох категорій, або як «ентузіаст» або як «конкурент».

## Посли
Wattpad Посли (Ambassadors) — це група користувачів-волонтерів, які за підтримки редакції Wattpad працюють над розвитком спільноти. Вони запускають громадські ініціативи, допомагають відповідати на загальні питання про Wattpad, а також тримають користувачів в курсі того, що відбувається в суспільстві.
За зразком Ambassadors, засновано групу AmbassadorUA — дискусійний, інформаційний та суспільний простір для тих, хто читає або пише українською на Wattpad.

## Про компанію
Wattpad (зареєстрований як WP Technology, Inc.) є канадською компанією. На даний момент штаб-квартира компанії знаходиться на історичній вулиці міста Торонто –Велінгтон. Команда Wattpad постійно зростає; на початок 2015 року вона налічувала понад сотню співробітників.